# JCT All Stars
Die JCT All Stars ist eine Schweizer Jazzband aus dem Raum Zürich, die 1999 gegründet wurde. JCT verweist dabei auf den „Jazz Club Thalwil und Umgebung“.

## Geschichte
Der 1994 gegründete „Jazz Club Thalwil und Umgebung“ (JCT) hatte seit Beginn auch einige Berufsmusiker insbesondere vom linken Ufer des Zürichsees, unter seinen Mitgliedern. Aus Anlass des 5-jährigen Jubiläums des Clubs war es daher naheliegend, eine clubeigene Band zu initiieren. Diese von Jürg Morgenthaler geleitete Allstar-Formation trat auch zu weiteren Anlässen auf; bei unterschiedlichen stilistischen Einflüssen bildete der Mainstream Jazz eine gemeinsame Basis. 2009 veröffentlichte das Turicaphon-Label Elite Special ein erstes Album, Moten Swing. Zur Oktettbesetzung gehörten Daniel Baschnagel (Trompete, Flügelhorn), Robert Morgenthaler (Posaune), Jürg Morgenthaler, Lukas Heuss, Ernst Gerber (Saxophon), Thomas Grüninger (Klavier), Hämi Hämmerli (Bass) und Elmar Frey (Schlagzeug).
Zum 20-jährigen Bandjubiläum (somit zum 25. Jubiläum des Clubs) entstand 2019 mit Just in Time ein zweites Album der JCT All Stars in leicht veränderter Besetzung mit Sängerin Gabriela Krapf.